# Paroxetina
La paroxetina è un farmaco antidepressivo commercializzato a partire dal 1992 appartenente alla classe degli inibitori selettivi della ricaptazione della serotonina (SSRI) usato principalmente per il trattamento della depressione maggiore e dei disturbi d'ansia (come ad esempio disturbo d'ansia generalizzato, attacchi di panico, fobia sociale e disturbo ossessivo compulsivo). Al pari degli altri SSRI, negli anni questa molecola è stata approvata o comunque utilizzata off-label per il trattamento di altri disturbi anche non prettamente psichiatrici come sindrome premestruale, vampate post-menopausa ed eiaculazione precoce (citandone solo alcuni).
Il suo profilo di efficacia e tollerabilità è simile a quello degli altri SSRI, tra tutti però è considerato il più sedativo e quello con una più alta incidenza di effetti collaterali da sospensione. Come gli altri farmaci della sua classe la paroxetina è generalmente preferita agli antidepressivi triciclici per la sua maggiore tollerabilità e la minor presenza di effetti collaterali. Tuttavia non vi sono evidenze della maggiore efficacia della paroxetina nel trattamento della depressione, dimostrandosi in alcuni studi meno efficace di altri antidepressivi.

## Utilizzi
Per ciò che riguarda questo farmaco, le dosi (mg) giornaliere consigliate sono:
| Disturbo                           | Dose iniziale | Dose consigliata | Dose massima |
| ---------------------------------- | ------------- | ---------------- | ------------ |
| Depressione                        | 20 mg         | 40 mg            | 60 mg        |
| Disturbo ossessivo-compulsivo      | 20 mg         | 40 mg            | 50 mg        |
| Disturbo da attacchi di panico     | 10 mg         | 20 mg            | 50 mg        |
| Disturbo d'ansia sociale           | 20 mg         | 20 mg            | 50 mg        |
| Disturbo da stress post-traumatico | 20 mg         | 20 mg            | 50 mg        |
| Disturbo d'ansia generalizzato     | 20 mg         | 20 mg            | 50 mg        |

L'effetto terapeutico completo si manifesta generalmente in 2-4 settimane dall'inizio della terapia, di più (fino a 10-12 settimane) nei disturbi ossessivo-compulsivi. La sospensione di tale farmaco deve a sua volta avvenire gradualmente, cioè riducendo la dose poco per volta, in quanto l'interruzione improvvisa causa sintomi da sospensione che possono essere anche intollerabili. Nei casi in cui i sintomi da sospensione siano intollerabili si può procedere o a una sospensione particolarmente lenta (scalare il dosaggio del 10% ogni 4 settimane) o sostituire repentinamente la paroxetina con un altro SSRI e quindi sospenderne gradatamente l’assunzione.

## Effetti collaterali
Durante l'assunzione di paroxetina si sono riscontrati i seguenti effetti collaterali:

### Molto comuni (>10%)
- Disturbi apparato digerente (nausea, costipazione, diarrea)
- Disfunzioni sessuali (anorgasmia, calo della libido, disfunzione erettile)
- Appiattimento emotivo (anedonia)
- Sonnolenza, insonnia
- Mal di testa
- Bocca secca, Sudorazione
- Affaticabilità

### Comuni (1-10%)
- Nervosismo, Apatia
- Vertigine
- Tremore

Questi effetti sono in genere di lieve entità ed autolimitanti, cioè tendono a presentarsi nei primi giorni di assunzione per poi diminuire nel corso delle prime settimane di trattamento, specie per quanto riguarda i disturbi gastrointestinali. Gli effetti collaterali sulla sfera sessuale e l’apatia tendono invece a comparire nel corso delle prime settimane di trattamento e talora a persistere nel corso dell'assunzione. Molto raramente può accadere che alcuni effetti indesiderati, in particolare le disfunzioni sessuali, persistano per un tempo indefinito (anche anni) dopo la sospensione del trattamento, dando origine alla sindrome post-trattamento.
In generale la paroxetina, rispetto agli altri SSRI, ha una minore incidenza di diarrea e una maggiore incidenza di effetti collaterali anticolinergici (sudorazione, bocca secca, sedazione), aumento di peso e disfunzioni sessuali.

## Avvertenze
La sospensione del trattamento con paroxetina deve essere graduale per ridurre il rischio di sintomi da astinenza (soprattutto gastrointestinali, neurologici e psichiatrici). Nella maggior parte dei pazienti i sintomi di astinenza si risolvono in 2 settimane, ma in alcuni casi si sono protratti per un periodo maggiore (2-3 mesi).
In Inghilterra la paroxetina rientra nei primi 5 farmaci coinvolti nei sintomi da astinenza; sulla base dei database di farmacovigilanza francese, inglese, australiana, americana e canadese la paroxetina rappresenta l'SSRI più segnalato per la sindrome da astinenza (sintomi più frequenti e più gravi rispetto alle altre molecole della stessa classe). La breve emivita della paroxetina sembra essere un fattore predisponente lo scatenamento dei sintomi da astinenza. Questi sintomi si possono verificare al termine della terapia, alla variazione del dosaggio, al passaggio da un antidepressivo a un altro oppure quando la dose non viene assunta.
Nei trial clinici sono stati impiegati schemi che prevedevano una riduzione della dose di farmaco di 10 mg alla settimana. Se durante questo periodo compaiono sintomi difficilmente tollerati dal paziente, aumentare nuovamente la dose di farmaco, stabilizzare il paziente, quindi diminuire la dose con decrementi inferiori ai precedenti. Nel caso i sintomi permanessero gravi tali da ostacolare l'interruzione della terapia, potrebbe essere di beneficio passare alla fluoxetina.
La somministrazione di paroxetina può rendere manifesto un feocromocitoma silente. L'inibizione non specifica della ricaptazione della noradrenalina indotta dalla paroxetina provoca alterazioni emodinamiche in particolare nei pazienti affetti da feocromocitoma.

### Gravidanza
Durante la gravidanza valutare attentamente il rapporto rischio/beneficio prima di somministrare la paroxetina in donne in gravidanza, in particolare durante il primo trimestre. Il farmaco infatti è stato associato a un aumento di difetti maggiori neonatali, in particolare cardiaci a carico del setto. Sulla base dei dati disponibili l'AIFA (Agenzia Italiana del Farmaco) ha indicato un valore di rischio per una madre, esposta a paroxetina in gravidanza, di partorire un neonato con difetto cardiaco inferiore a 2/100 contro un valore di 1/100 per la popolazione generale.
L'esposizione a SSRI durante il terzo trimestre di gravidanza è stata associata alla comparsa nei neonati dei seguenti sintomi:

#### Frequenti
- Agitazione, irritabilità, ipo/ipertonia, iperreflessia, sonnolenza, problemi di suzione, pianto persistente;

#### Meno frequenti
- ipoglicemia, difficoltà respiratoria, anomalie della termoregolazione, convulsioni. Questi sintomi sono riconducibili a una sorta di sindrome da astinenza neonatale;

#### Rari
- L'esposizione a SSRI nella seconda metà della gravidanza è stata associata a ipertensione polmonare persistente, grave patologia che richiede terapia intensivo[17];
- Malformazioni del neonato[18];

#### Effetti sospetti
- Aumentato rischio di autismo e aumentata probabilità di depressione in età adolescenziale[19][20];
- L'esposizione a SSRI determinerebbe anche ritardata espulsione del meconio e conseguente ileo da meconio;

Il passaggio transplacentare degli SSRI può provocare emorragie nel neonato. La paroxetina è escreta in minima quantità nel latte materno. L'eventuale passaggio nel bambino allattato al seno non sembra avere rilevanza clinica.

### Prolungamento dell'intervallo QTc
Poiché il paroxetina può prolungare l'intervallo QTc, si raccomanda cautela in caso di pazienti con prolungamento congenito dell'intervallo QTc oppure in caso di associazioni farmacologiche con farmaci noti per prolungare l'intervallo QTc. L'associazione degli antidepressivi con antipsicotici aumenta il rischio di prolungamento dell'intervallo Qtc.

### Diabete
Nei pazienti con diabete la somministrazione di un SSRI può influenzare il controllo glicemico. L'aumento del tono serotoninergico indotto dall'antidepressivo, infatti, sembrerebbe aumentare la secrezione e la sensibilità all'insulina (Gulseren et al., 2005). Il dosaggio dei farmaci antidiabetici, ipoglicemizzanti orali e insulina, potrebbe richiedere quindi un aggiustamento.

### Iponatremia
Gli SSRI possono indurre iponatremia (valore medio di 120 mmoli/L) con un aumento del rischio di 3,5 volte [17]. Nella maggior parte dei pazienti questo effetto avverso si manifesta durante il primo mese di terapia; il rischio è maggiore nelle donne anziane e nei pazienti in terapia con diuretici. L'iponatremia si manifesta con confusione, convulsioni, senso di fatica, delirio, sincope, sonnolenza, agitazione, vertigini, allucinazioni; più raramente con aggressività, disturbi della personalità e depersonalizzazione. La comparsa quindi di sintomi neuropsichiatrici durante il primo mese di trattamento deve suggerire la misurazione degli elettroliti sierici.

### Alcool
Non sono state osservate interazioni tra paroxetina e bevande alcoliche; tuttavia la loro associazione è sconsigliata.

### Rischio di suicidio
Come per gli altri antidepressivi di questa categoria, la paroxetina è sospettata di incrementare il rischio di ideazioni suicidarie nei giovani al di sotto dei 25 anni per i quali alcuni autori ne sconsigliano l'utilizzo. Negli adulti ciò non sembra avvenire.

## Farmacologia
La paroxetina è un potente inibitore della ricaptazione della serotonina, ciò si crede porti ad un aumento della concentrazione extracellulare di tale neurotrasmettitore. Tra tutti gli SSRI la paroxetina è la molecola più potente a parità di dosaggio nell'inibire il suddetto trasportatore.
Mostra anche una non trascurabile affinità per i recettori muscarinici dell'acetilcolina M1 e M3 sui quali agisce da antagonista e possedendo perciò un effetto anticolinergico, ciò contribuisce al particolare profilo degli effetti collaterali della paroxetina caratterizzato, tra l'altro, da una maggiore sedazione, possibili effetti deleteri sulle capacità cognitive e sudorazione profusa.
Come gli altri farmaci di questa classe si è mostrato in grado di influenzare la sintesi di neurosteroidi cerebrali, espletare attività antiinfiammatorie e alterare indirettamente l'attività di altri sistemi neurotrasmettitoriali.

## Paroxetina nella cultura di massa
- La paroxetina e il subutex sono citati nella canzone Drug Town di Noyz Narcos & Chicoria feat. Metal Carter dall'album La calda notte con la frase "il giornalaio della tua zona vende paroxetina".
- La paroxetina è citata nella canzone Ansia 2000 di Luna Melis feat. Enzo Dong con la frase "Mi alzo e salto dal letto, come fossi ancora bambina, come fosse un giorno perfetto, come fosse paroxetina".
- La paroxetina è citata anche nella canzone Charlie fa surf dei Baustelle nell'album Amen con la frase "E vado in chiesa e faccio sport, prendo pastiglie che contengono paroxetina".
- Il dipartimento della giustizia americano nel 2012 ha multato la ditta produttrice della paroxetina, GlaxoSmithKline, con una multa di 3 miliardi di dollari per aver deliberatamente manipolato i risultati degli studi volti a dimostrarne efficacia e sicurezza, specie nei soggetti giovani[28]. Ciò ha portato tra l'altro, al ritiro del cosiddetto "studio 329" (finanziato proprio dalla ditta produttrice e incriminato di essere stato manipolato)[29] e alla pubblicazione di alcuni documenti interni della GSK in cui si affermava tra l'altro che "It would be commercially unacceptable to include a statement that efficacy [in children] had not been demonstrated, as this would undermine the profile of paroxetine"[30].
- Il riferimento a questa molecola si riscontra anche nel brano"Bella Madonnina" del musicista trap Tananai.